# Le Crozet
Le Crozet é uma comuna francesa na região administrativa de Auvérnia-Ródano-Alpes, no departamento de Loire. Estende-se por uma área de 13,31 km². Em 2010 a comuna tinha 276 habitantes (densidade: 20,7 hab./km²).